# Abraham van der Hoef

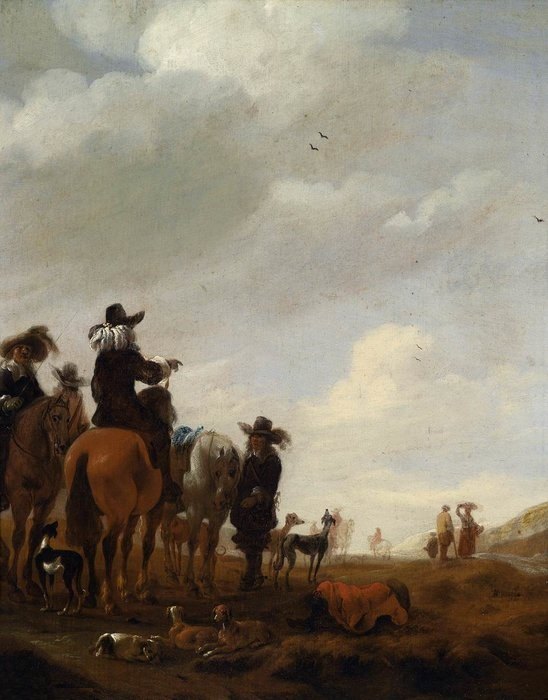
Rust tijdens de jacht

Abraham van der Hoef, ook wel Abraham Verhoeff geschreven (Haarlem, circa 1611 - aldaar, 1666), was een Nederlands kunstschilder, vooral bekend om zijn landschappen met militaire charges en ruiters.

## Leven en werk
Over het leven van Van der Hoef zijn slechts een beperkt aantal gegevens bekend. Mogelijk was hij verwant met de rijke Delftse bierbrouwer en kunstverzamelaar Asper Fransz van der Hoeve. Tussen 1644 en 1651 werkte hij in Delft, waar hij rond 1650 lid werd van het plaatselijke Lukasgilde. Van der Hoef schilderde vooral landschappen, jachtstukken ruiterstukken en militaire taferelen. Zijn werken worden soms wel verwisseld met die van Jan Martszen de Jonge.

## Galerij

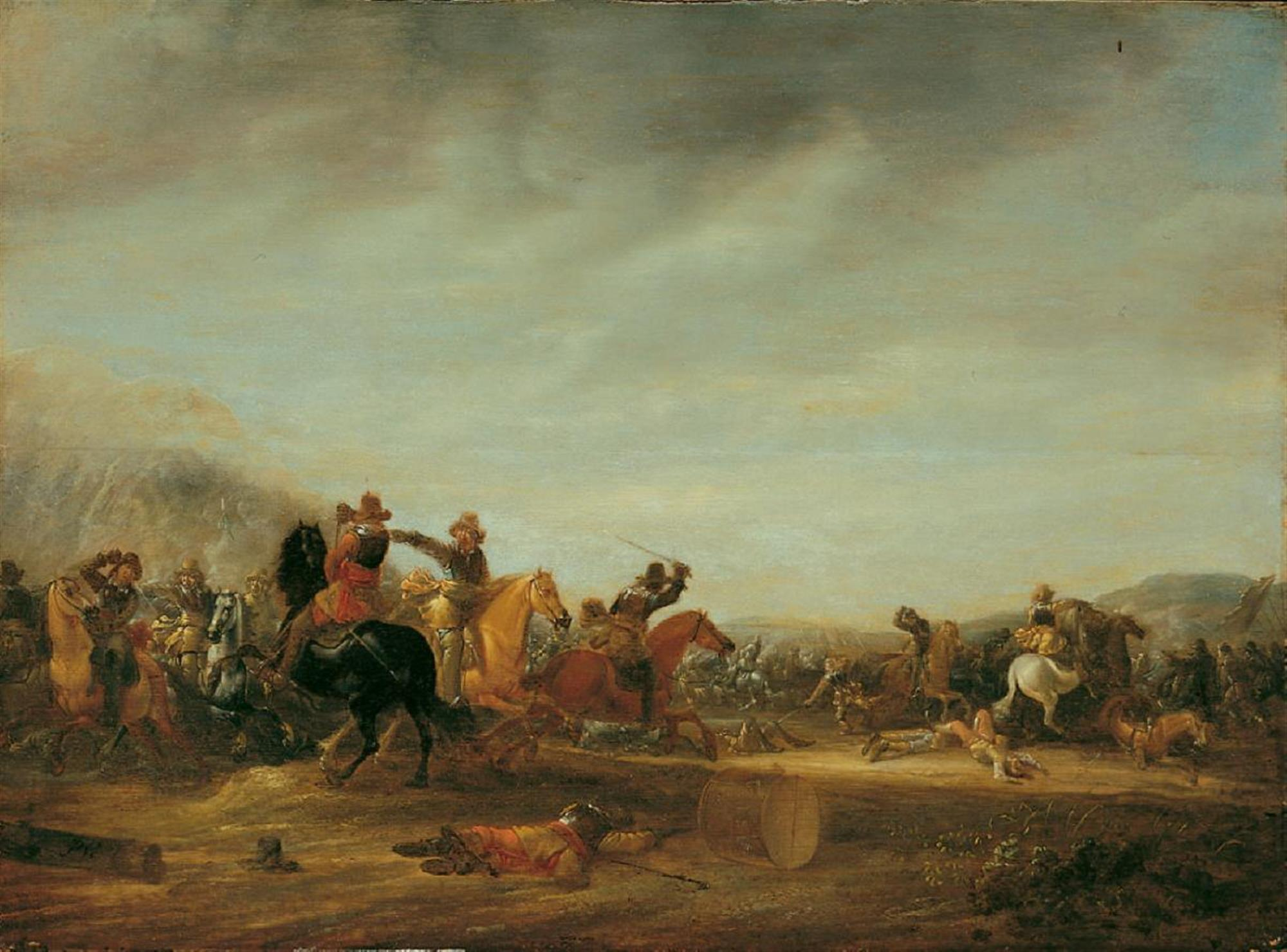
Ruitergevecht
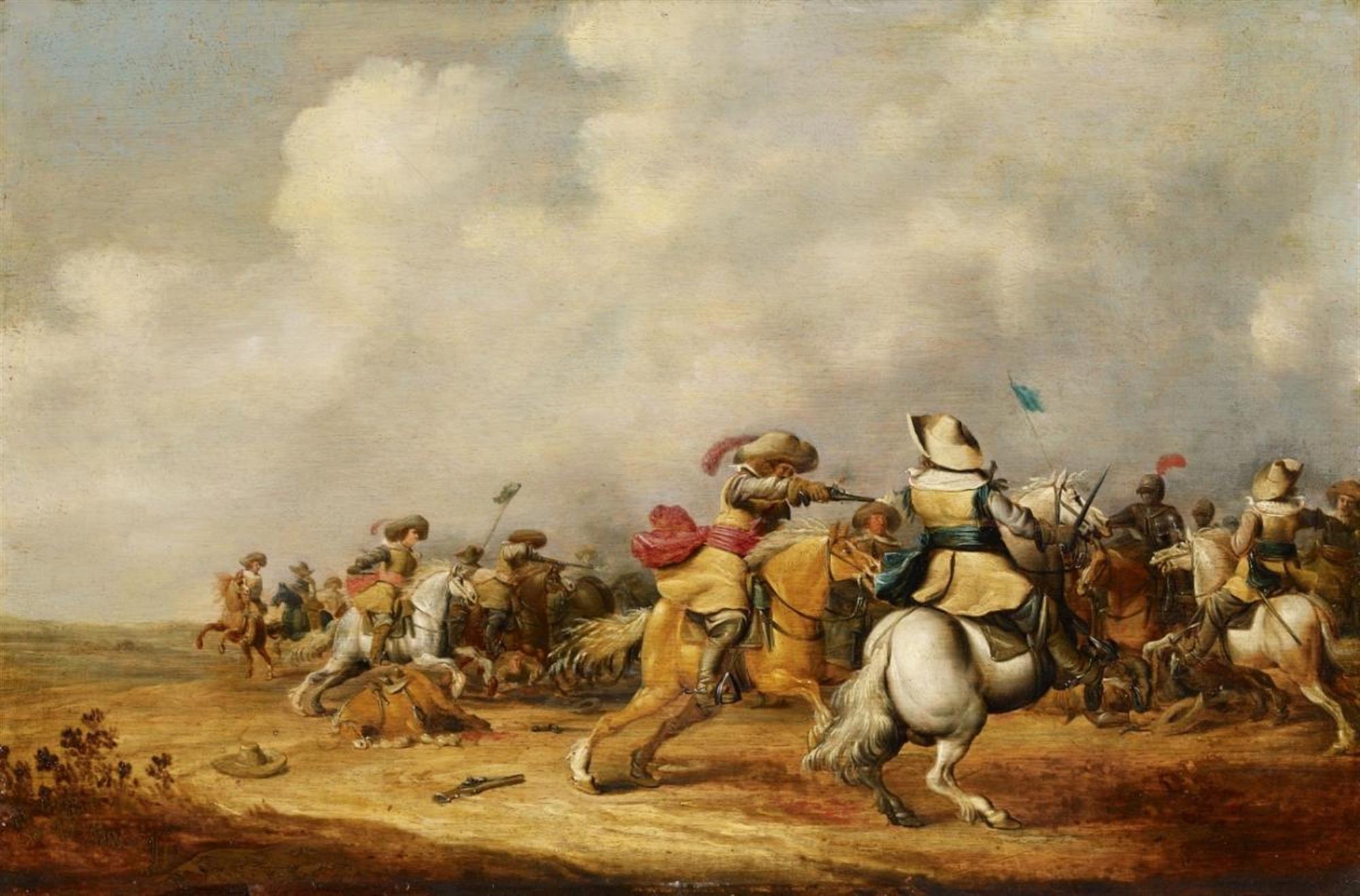
Cavalariecharge